# غراهام بوند
غراهام بوند (بالإنجليزية: Graham Bond)‏ هو لاعب جمباز فني أسترالي، ولد في 6 مايو 1937، وتوفي في أغسطس 2018.

## وصلات خارجية
- غراهام بوند على موقع أوليمبيديا (الإنجليزية)
- غراهام بوند على موقع اللجنة الأولمبية الأسترالية (الإنجليزية)